# Programa de Prevenção de Acidentes Aeronáuticos
O Programa de Prevenção de Acidentes Aeronáuticos (PPAA) é um documento que deve ser realizado anualmente por todas as empresas aéreas que operam no Brasil e deve conter todas as ações de prevenção que a empresa pretende executar para reduzir as chances de um Acidente Aeronáutico. 
No caso de empresas de aviação civil deve ser sempre assinado por um ASV ou um elo do SIPAER  e um termo de aprovação assinado pelo Diretor ou Chefe da empresa, para que comprove que a empresa tem o intuito de realizar as ações demonstradas no documento.